# 米山プリンセス
米山プリンセス（よねやまぷりんせす）は、新潟県柏崎市産コシヒカリ認証米の新ブランド名。刈羽三山である米山（米の山）・刈羽黒姫山（姫:プリンセス）・八石山の文字を織り交ぜて、新之助 (米)のお嫁さん候補になる意味で命名。
現在アンバサダーを新潟県出身の元宝塚歌劇団月組組長でアーティストの越乃リュウ氏が務めている。

## 概要
2018年（平成30年）2月7日、柏崎産コシヒカリの認証制度を創設し、新ブランド米「米山プリンセス」として平成30年秋に出荷・販売を始めると発表。 
3月12日、米山知事に報告。
- 出典[8]（認証基準）

| 項目       | 内容 |
| ---------- | --- |
| 安全・安心 | 「有機JAS規格」または「新潟県特別栽培農産物認証」農産物として認証されていること 色彩選別機、石抜き機により不純物を取り除くこと |
| 高品質     | 農産物検査で1等米と判定されていること 選別基準：1.9mm以上の網目を使用すること                                                  |
| 良食味     | 食味値：85点以上 タンパク質含有率：6.0％以下                                                                                   |
| 土づくり   | 堆肥・有機100％肥料の施用により秋すき込みをしていること                                                                        |

- たんぱく質含有率（品種別:パーセント）

| 米山プリンセス | 魚沼コシヒカリ | 新之助 (米) | いちほまれ | つや姫  | ゆめぴりか |
| 6.0以下        | 6.0以下        | 6.3以下     | 6.4以下    | 6.4以下 | 6.8以下    |
| -------------- | -------------- | ----------- | ---------- | ------- | ---------- |

- 新潟県内認証制度
  - 十日町:新潟県特別栽培農産物認証制度 [15]
  - 上越:新潟県特別栽培農産物認証制度[16]
  - 糸魚川:新潟県特別栽培農産物認証制度[17]
  - 佐渡:トキと佐渡の里地里山を保全する認証米「朱鷺と暮らす郷づくり」[18]